# Microplexia extranea
Microplexia extranea är en fjärilsart som beskrevs av Emilio Berio 1959. Microplexia extranea ingår i släktet Microplexia och familjen nattflyn. Inga underarter finns listade i Catalogue of Life.